# 尾間木村
尾間木村（おまぎむら）は、埼玉県北足立郡に存在した村。
1940年（昭和15年）4月17日に浦和市に編入され、消滅。旧村域は「尾間木地区」と称された。

## 地理
- 埼玉県中央（北足立）地域の南部にあった。
- 大宮台地の南東端部に位置し、台地とそれに挟まれる谷地からなる。東部は芝川を中心とする低地であり、見沼田んぼが広がる。
- 2006年（平成18年）現在におけるさいたま市緑区南西部の大牧、中尾、大間木、井沼方、下山口新田、蓮見新田、東浦和が、ほぼ旧村域にあたる。

## 歴史
- 1889年（明治22年）4月1日 - 町村制施行に平行して大牧、中尾、大間木、井沼方、下山口新田、蓮見新田4箇村2新田が合併し、北足立郡尾間木村が成立[2]。大字中尾に村役場を開設。村名は中尾の「尾」と大間木の「間木」からとった合成地名[1]。
- 1909年（明治42年）9月13日 - 尾間木尋常小学校（現さいたま市立尾間木小学校）が現在地に開校する。
- 1940年（昭和15年）4月17日 - 同郡三室村と共に浦和市へ編入され、消滅[2][3]。
- 1947年（昭和22年度）- 浦和市立尾間木中学校（現さいたま市立東浦和中学校）が現在地に創立する。
- 1973年（昭和48年）4月1日 - 旧村域南部に国鉄武蔵野線が開通し、東浦和駅が開設される。
- 2001年（平成13年）5月1日 - 浦和市と与野市・大宮市との合併によるさいたま市の成立により、旧尾間木村域もさいたま市となる。
- 2003年（平成15年）4月1日 - さいたま市の政令指定都市移行に伴う区制の施行により、旧尾間木村域は緑区となる。